# Diócesis de Techiman
La diócesis de Techiman (en latín: Dioecesis Techimanensis y en inglés: Roman Catholic Diocese of Techiman) es una circunscripción eclesiástica de la Iglesia católica en Ghana. Se trata de una diócesis latina, sufragánea de la arquidiócesis de Kumasi. Desde el 28 de diciembre de 2007 su obispo es Dominic Nyarko Yeboah.

## Territorio y organización
La diócesis tiene 25 500 km² y extiende su jurisdicción sobre los fieles católicos de rito latino residentes en los distritos de: Techiman, Techiman Norte, Kintampo Norte, Kintampo Norte Sur, Nkoranza Norte, Nkoranza Sur, Atebubu Amantin y Sene Este, Sene Oeste, Pru Este, Pru Oeste, todos en la región de Bono Este.
La sede de la diócesis se encuentra en la ciudad de Techiman, en donde se halla la Catedral de San Pablo.
En 2022 en la diócesis existían 28 parroquias.

## Historia
La diócesis fue erigida el 28 de diciembre de 2007 mediante la bula Cum nuper esset del papa Benedicto XVI, obteniendo el territorio de las diócesis de Konongo-Mampong y de Sunyani.

## Estadísticas
Según el Anuario Pontificio 2023 la diócesis tenía a fines de 2022 un total de 161 270 fieles bautizados.
| Año                                                                             | Población            | Población | Población      | Sacerdotes | Sacerdotes    | Sacerdotes    | Bautizados por sacerdote | Diáconos permanentes | Religiosos | Religiosos | Parroquias |
| Año                                                                             | Bautizados católicos | Total     | % de católicos | Total      | Clero secular | Clero regular | Bautizados por sacerdote | Diáconos permanentes | Varones    | Mujeres    | Parroquias |
| ------------------------------------------------------------------------------- | -------------------- | --------- | -------------- | ---------- | ------------- | ------------- | ------------------------ | -------------------- | ---------- | ---------- | ---------- |
| 2007                                                                            | 79 645               | 695 826   | 11.4           | 31         | 24            | 7             | 2569                     |                      | 3          | 20         | 13         |
| 2010                                                                            | 73 606               | 696 900   | 10.6           | 28         | 19            | 9             | 2628                     |                      | 19         | 27         | 19         |
| 2014                                                                            | 80 712               | 760 000   | 10.6           | 33         | 21            | 12            | 2445                     |                      | 23         | 30         | 22         |
| 2017                                                                            | 144 300              | 814 500   | 17.7           | 36         | 30            | 6             | 4008                     |                      | 15         | 24         | 26         |
| 2020                                                                            | 154 400              | 871 700   | 17.7           | 33         | 33            |               | 4678                     |                      | 9          | 32         | 27         |
| 2022                                                                            | 161 270              | 910 730   | 17.7           | 43         | 43            |               | 3750                     |                      | 12         | 32         | 28         |
| Fuente: Catholic-Hierarchy, que a su vez toma los datos del Anuario Pontificio. |                      |           |                |            |               |               |                          |                      |            |            |            |

## Episcopologio
- Dominic Nyarko Yeboah, desde el 28 de diciembre de 2007